# Bundesautobahn 87
Pour les articles homonymes, voir A87.
La Bundesautobahn 87 est le nom d'un projet de Bundesautobahn dans le Land de Bade-Wurtemberg.